# Duthiella formosana
Duthiella formosana là một loài Rêu trong họ Leskeaceae. Loài này được Nog. mô tả khoa học đầu tiên năm 1934.